# Hellfjord
Hellfjord è una serie televisiva norvegese. Consiste in sette episodi da 30 minuti l'uno ed è stata trasmessa da NRK1 nel 2012. La serie è stata prodotta da Tommy Wirkola della Tappeluft Pictures per NRK.

## Premessa
Salmander è un ufficiale di polizia da Oslo che, dopo aver accidentalmente ucciso il suo cavallo di servizio dinnanzi ad un folto gruppo di ragazzini, viene esiliato nella Norvegia settentrionale, più precisamente nel villaggio di Hellfjord. Nella bellissima ma misteriosa Hellfjord egli è accolto dal volgare ed eccentrico sceriffo, e incontra la giornalista Johanne che sospetta che qualcosa si celi dietro l'apparenza del tranquillo villaggio. Salmander dovrà districarsi tra omicidi ed il locale mostro marino.

## Cast
- Zahid Ali – Salmander
- Stig Frode Henriksen – Kobba
- Ingrid Bolsø Berdal – Johanne
- Thomas Hanzon – Bosse Nova
- Pihla Viitala – Riina
- Lars Arentz-Hansen – Brobaker

## Produzione
La serie è scritta e prodotta da Tommy Sten, Zahid Ali e Stig Frode Henriksen e fu filmata a Gryllefjord sull'isola di Senja, e in Øverbygd nell'estate del 2011. La serie fu venduta all'estero già prima di essere filmata. La produzione ha ricevuto dall'Unione europea supporto attraverso il progetto "Media" con un finanziamento di 2100 000 corone norvegesi.